# Atelier-Museu Júlio Pomar
O  Atelier-Museu Júlio Pomar conserva e divulga a obra de Júlio Pomar (Lisboa, 1926-2018), através de exposições temporárias, eventos, conferências e atividades educativas. Localizado entre o Bairro Alto e a Madragoa, dois dos mais populares bairros da cidade, o edifício do museu foi concebido pelo arquiteto Álvaro Siza (Matosinhos, 1933), Prémio Pritzker de 1992. As reservas do museu contam com cerca de 1 500 obras de Júlio Pomar e de outros artistas que lhe foram próximos.

## História do museu
O projeto arquitetónico do Atelier-Museu Júlio-Pomar é da autoria do arquiteto Álvaro Siza Vieira (Matosinhos, 1933), Prémio Pritzker em 1992. Adquirido em 2000 pela Câmara Municipal de Lisboa, este antigo armazém na Rua do Vale destinava-se a ser o atelier de Júlio Pomar, que viveu na mesma rua durante os últimos anos da sua vida.
As obras de remodelação prolongaram-se por vários anos e, em 2010, o artista desistiu de o utilizar como atelier, permitindo a abertura do espaço como museu mais cedo do que o previsto. O projeto de Álvaro Siza Vieira e o nome do espaço cultural, Atelier-Museu, preservam a memória do seu propósito fundador.

## O acervo
O museu acolhe um acervo que inclui várias centenas de obras (pintura, desenho, colagem, gravura, escultura, assemblagem) da coleção da Fundação Júlio Pomar. As reservas do museu contam com cerca de 1 500 obras de Júlio Pomar e de outros artistas que lhe foram próximos.

## O edifício

### O pátio
Com um pátio acolhedor na entrada do edifício, o arquiteto Álvaro Siza descreve o pátio do museu como "um espaço que funciona como uma zona de acolhimento, com uns bancos e azulejos de Júlio Pomar. Uma espécie de antecâmara de entrada para a receção e para o que se vai ver ao entrar. Foi o Júlio Pomar que quis colocar esses azulejos, e eu achei muito bem. Na composição arquitetônica, as entradas são espaços que atraem, determinantes no percurso e na experiência de sequência dos espaços".